# 宇野茂彦
宇野 茂彦（うの しげひこ、1944年〈昭和19年〉5月20日 - ）は、日本の中国学者・中国哲学研究者。中央大学名誉教授。斯文会理事長。

## 経歴
出生から修学期
1944年5月20日、東京都にて宇野精一の長男として生まれた。東京大学文学部Ⅰ類中国哲学専修で学び、1969年に卒業。同大学大学院人文科学研究科に進み、1974年に博士課程を満期退学。
中国思想史研究者として
その後は、愛知教育大学で教鞭を執った。青山学院大学を経て、1984年に名古屋大学文学部助教授となり、中国哲学研究室を担当した。1989年に教授昇格。1994年に中央大学文学部教授となり、哲学専修を主に受け持った。2005年から2009年には文学部長を務めた。また、2005年4月から10月には中央大学杉並高等学校校長も務めた。2015年3月に中央大学を定年退職し、名誉教授となった。

### 学外の委員・役員ほか
- 宮内庁書陵部委員[4]。

## 受賞・栄典
- 2023年：瑞宝中綬章を受章[5][6]。

## 研究内容・業績

### 令和改元
2019年4月の令和改元における最終候補6案の考案者の一人であり、国書由来では古事記から「英弘」、日本書紀と続日本紀から「広至」、漢籍由来では易経から「久化」、詩経から「万保」の4案を提出した。

## 家族・親族
- 祖父：宇野哲人：中国哲学研究者・国語学者[11]。
- 父：宇野精一：中国哲学研究者・国語学者。父の仕事を補佐した。

## 著作
- 『人の道 天の道：孔子』(聖者物語) 日本教文社 1981／東洋書院 1994
- 『韓非子のことば』斯文会(My古典) 2003
- 『諸子思想史雜識』研文社 2022

共編著
- 『朱子の後継（上）』(朱子学大系) 共著、明徳出版社 1976
- 『朱子の先駆（上）』(朱子学大系) 共著、明徳出版社 1978
- 『落日の大帝国』(人物中国の歴史 8) 共著、集英社 1982
- 『山下龍二教授退官記念中国学論集』山下龍二教授退官記念論集刊行会編、研文社 1990

「上代における心概念の展開」収録
- 『林羅山・（附）林鵞峰』(叢書日本の思想家) 明徳出版社 1992
- 『孔子家語　新釈漢文大系』宇野精一共著、明治書院 1996
- 『人類の叡智に学ぶ』共著、中央大学出版部 1997
- 『日本中国学会創立五十周年記念論集』汲古書院1998

「上代「道」概念の擴大について」収録
- 『村山吉廣教授古稀記念中國學論集』汲古書院 2000

「呂覧の稱謂の由來」収録
辞書と事典の編纂と項目分担執筆
- 『福武漢和辞典』共編、福武書店
- 『漢字典』共編、旺文社
- 『ジャンルジャポニカ思想宗教篇』小学館 8項目
- 『世界伝記事典』ほるぷ出版 1項目
- 『漢詩の解釈と鑑賞事典』旺文社 20項目
  - 改訂版『漢詩鑑賞事典』石川忠久編、講談社学術文庫 2009
- 『Encarta百科事典』マイクロソフトジャパン（1997、1998年版、2003年版）
- 『中国思想事典』研文出版 3項目
- 『小学館大百科辞典』小学館 6項目
- 『岩波哲学思想事典』岩波書店 6項目

### 雑誌論文
- 宇野1971「呂氏春秋に於ける儒墨折衷の様相」『東京支那学報』16号
- 宇野1974「魏の客士登用と孟軻」『中哲文学会報』1号
- 宇野1980「直躬説話の成立展開とその背景」『東方学』60輯
- 宇野1984「黃榦の道統論と聖賢の祀」『青山学院文学部紀要』25巻
- 宇野1985「子貢像の變遷」『名古屋大学文学部研究論集』哲学31
- 宇野1989「淮南子の総合とその整合管見」『名古屋大学文学部研究論集』哲学35
- 宇野1999「曾子の人物像について」『中央大学文学部紀要』178号
- 宇野2010「四科十哲説」『新しい漢字漢文教育』50号
- 宇野2015「諸子百家思想史素描」『中央大学文学部紀要』哲学57, 中央大学文学部, 13-35頁.

## 関連文献
- 「宇野茂彥教授 略年譜」『中央大学文学部紀要』257 2015年 3-12頁.
- 宇野精一・石川忠久『書香の家　宇野精一博士米寿記念対談集』 明治書院、1997年。ISBN 978-4625440229（286-289頁で言及）
- 毎日新聞「代替わり」取材班『令和 改元の舞台裏』毎日新聞出版、2019年。ISBN 978-4620325910。（著者の「～取材班」は野口武則の別名義[12]）